# 50 beste NBA-spelers aller tijden
50 beste NBA-spelers aller tijden ook wel NBA's 50th Anniversary All-Time Team is een select gezelschap van 50 basketballers uit de NBA die gekozen werden als de 50 grootste spelers in de geschiedenis van de Noord-Amerikaanse basketbalcompetitie in 1996.
Ter gelegenheid van het 50-jarig bestaan van de NBA in 1996 werd de leden van een panel bestaande uit: media, oud-spelers en -coaches en huidige en voormalig algemeen managers en teamprominenten, gevraagd hun 50 grootste spelers uit de NBA-historie te kiezen. Op basis hiervan kwam een lijst tot stand. De lijst werd geopenbaard tijdens een lunch in New York op 29 oktober 1996 door NBA-commissaris David Stern. Samen zijn de 50 spelers goed voor 107 kampioenschappen, 49 MVP-awards (de prijs voor beste speler van een seizoen), 17 Rookie of the Year awards (de prijs voor beste nieuwkomer), 447 All-Star selecties, 36 topscoordertitels, bijna 1 miljoen gescoorde punten en meer dan 400 duizend rebounds.

## Lijst
Op de lijst prijken de namen:
- Kareem Abdul-Jabbar
- Nate Archibald
- Paul Arizin
- Charles Barkley
- Rick Barry
- Elgin Baylor
- Dave Bing
- Larry Bird
- Wilt Chamberlain
- Bob Cousy
- Dave Cowens
- Billy Cunningham
- Dave DeBusschere
- Clyde Drexler
- Julius Erving
- Patrick Ewing
- Walt Frazier
- George Gervin
- Hal Greer
- John Havlicek
- Elvin Hayes
- Magic Johnson
- Sam Jones
- Michael Jordan
- Jerry Lucas
- Karl Malone
- Moses Malone
- Pete Maravich
- Kevin McHale
- George Mikan
- Earl Monroe
- Hakeem Olajuwon
- Shaquille O'Neal
- Robert Parish
- Bob Pettit
- Scottie Pippen
- Willis Reed
- Oscar Robertson
- David Robinson
- Bill Russell
- Dolph Schayes
- Bill Sharman
- John Stockton
- Isiah Thomas
- Nate Thurmond
- Wes Unseld
- Bill Walton
- Jerry West
- Lenny Wilkens
- James Worthy
- Kobe Bryant

Behalve deze lijst van 50 beste spelers bestaat er een top-10 van de grootste teams in de NBA-historie: de Top 10 Teams in NBA History, en een top-10 van de grootste coaches in de NBA-historie: de Top 10 Coaches in NBA History.